# Arkadi Kolker
Arkadi Kolker (în rusă Аркадий Колкер; n. 14 martie 1948, Soroca, RSS Moldovenească, URSS) este un evreu moldovean, chimist rus, specialist în domeniul chimiei fizice a soluțiilor. Este doctor în științe chimice (1989), profesor și director adjunct al Institutului de chimie a soluțiilor din cadrul Academiei Ruse de Științe. Totodată, membru al Academiei ruse „Prohorov” de științe inginerești și „Om de știință onorat” al Federației Ruse.

## Biografie
S-a născut în orașul Soroca din RSS Moldovenească (actualmente Republica Moldova), în familia unui medic și a unei profesoare. După absolvirea liceului „Aleksandr Pușkin” din oraș (1966), a urmat Institutul de Tehnologie Chimică din Ivanovo, pe care l-a absolvit în 1971 cu o diplomă la specialitatea „Tehnologia chimică a materialelor electrovacuum”, în 1974 a absolvit un curs postuniversitar la același institut cu susținerea tezei de doctorat (1974). A lucrat ca cercetător principal la laboratorul institutului (1974-1977), ulterior, a fost lector superior (1977-1979) și profesor asociat al departamentului de chimie anorganică (1979-1986).
Din 1986 devine șef al laboratorului „Criochimia soluțiilor neapoase”, iar ulterior, din 2004, șeful laboratorului „Structura și dinamica soluțiilor moleculare și ion-moleculare” a Institutului de chimie a soluțiilor din Academia Rusă de Științe. Între anii 1989-1992 și din 2001, este director adjunct pentru cercetare al Institutului de chimie a soluțiilor Academiei ruse. Este membru al Consiliului Academic al Institutului sus-menționat, editor al revistei Известия ВУЗов. Химия и химическая технология („Știrile universităților. Chimie și tehnologie chimică”) al Consiliul științific al Academiei de Științe din Rusia privind termodinamica și termochimia chimică. A fost șef al Comisiei de experți a Direcției principale a resurselor naturale din regiunea Ivanovo.